# Caritas Pirckheimer

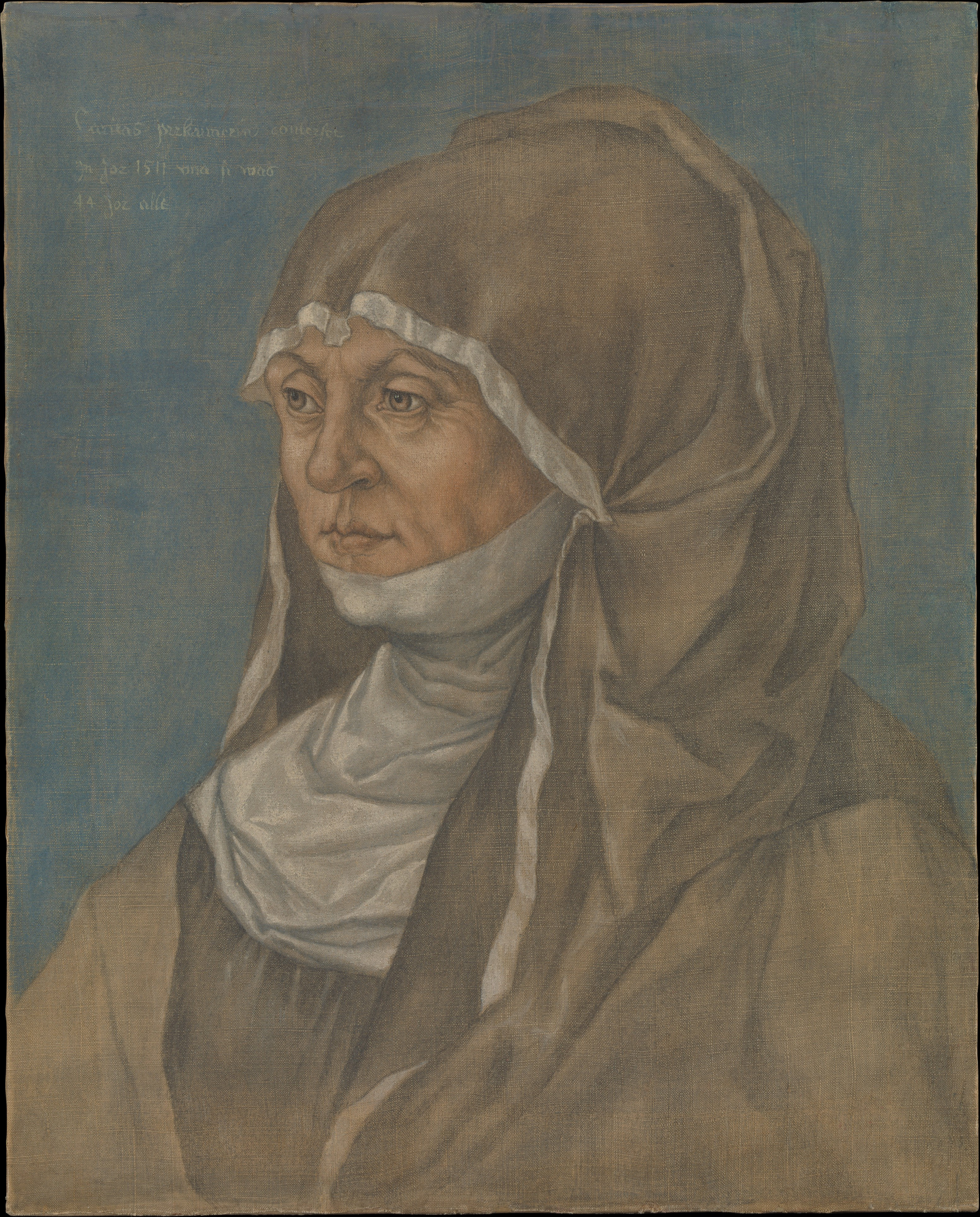
Unbekannt, Porträt einer Frau, die mit Caritas Pirckheimer identifiziert wird (Metropolitan Museum of Art)

Caritas Pirckheimer, vor 1483 Barbara Pirckheimer (* 21. März 1467 in Eichstätt; † 19. August 1532 in Nürnberg) war Äbtissin des Klarissenklosters in Nürnberg und durch ihre humanistische Bildung berühmt. Sie widersetzte sich dem Stadtrat bei dessen Versuchen, das Kloster gegen den Willen der Nonnen aufzulösen. Unterstützung erhielt sie dabei von Philipp Melanchthon.

### Denkwürdigkeiten

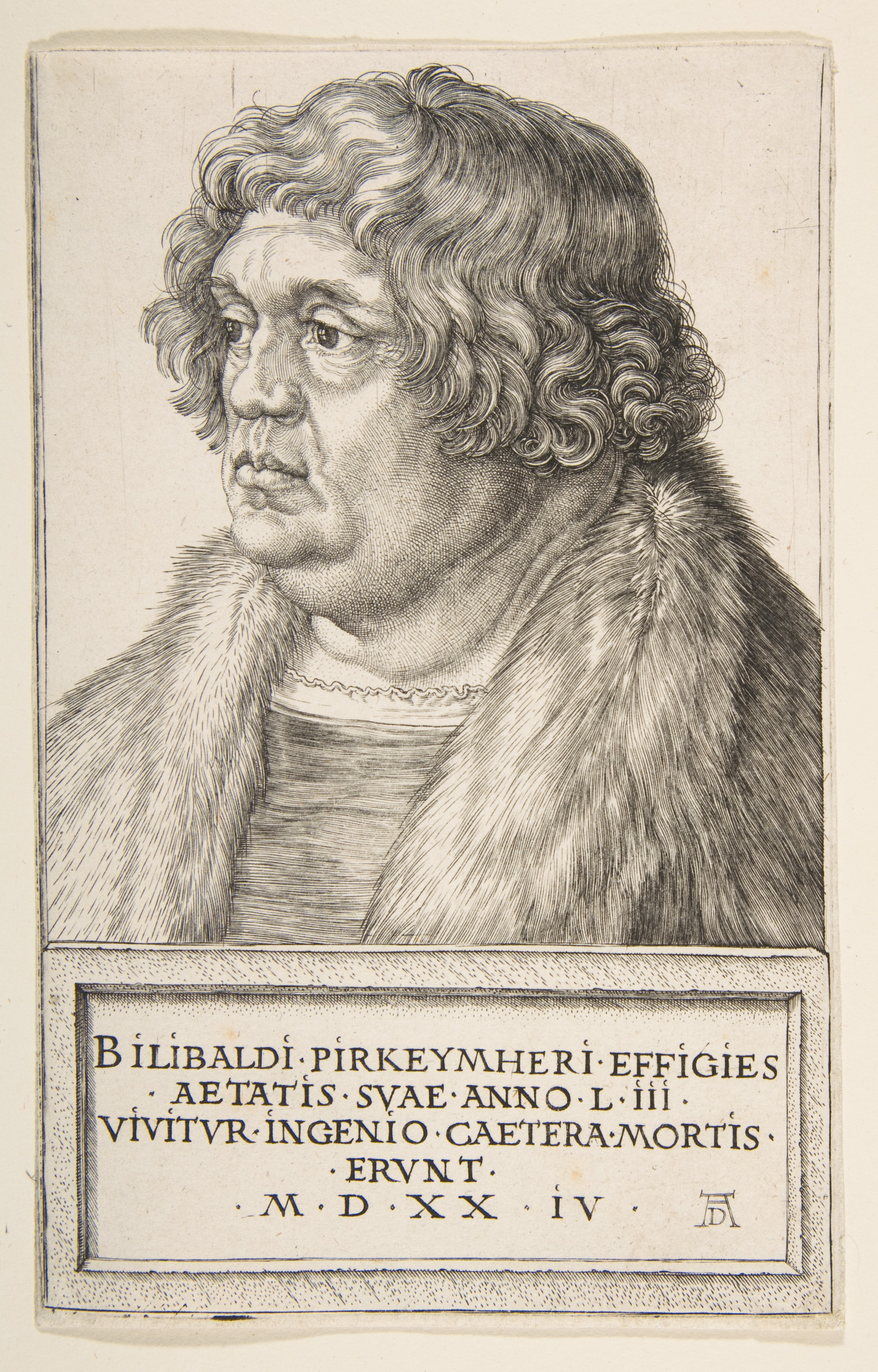
Willibald Pirckheimer im Alter von 53 Jahren (Porträt von Albrecht Dürer)

### Kindheit

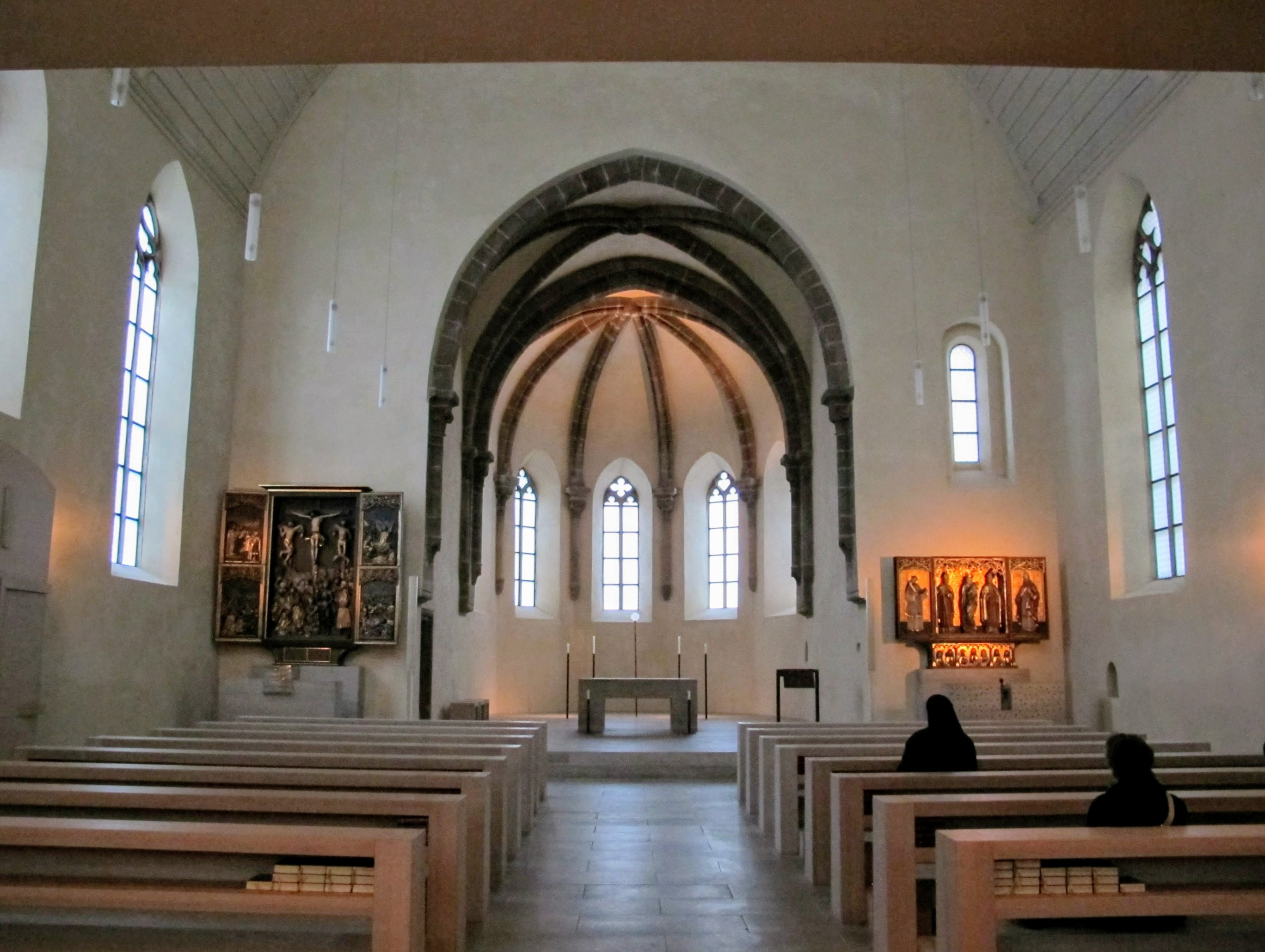
Die Klarakirche in Nürnberg, ehemals Klosterkirche des Klarissenklosters, heute katholische Kirche

### Letzte Lebensjahre

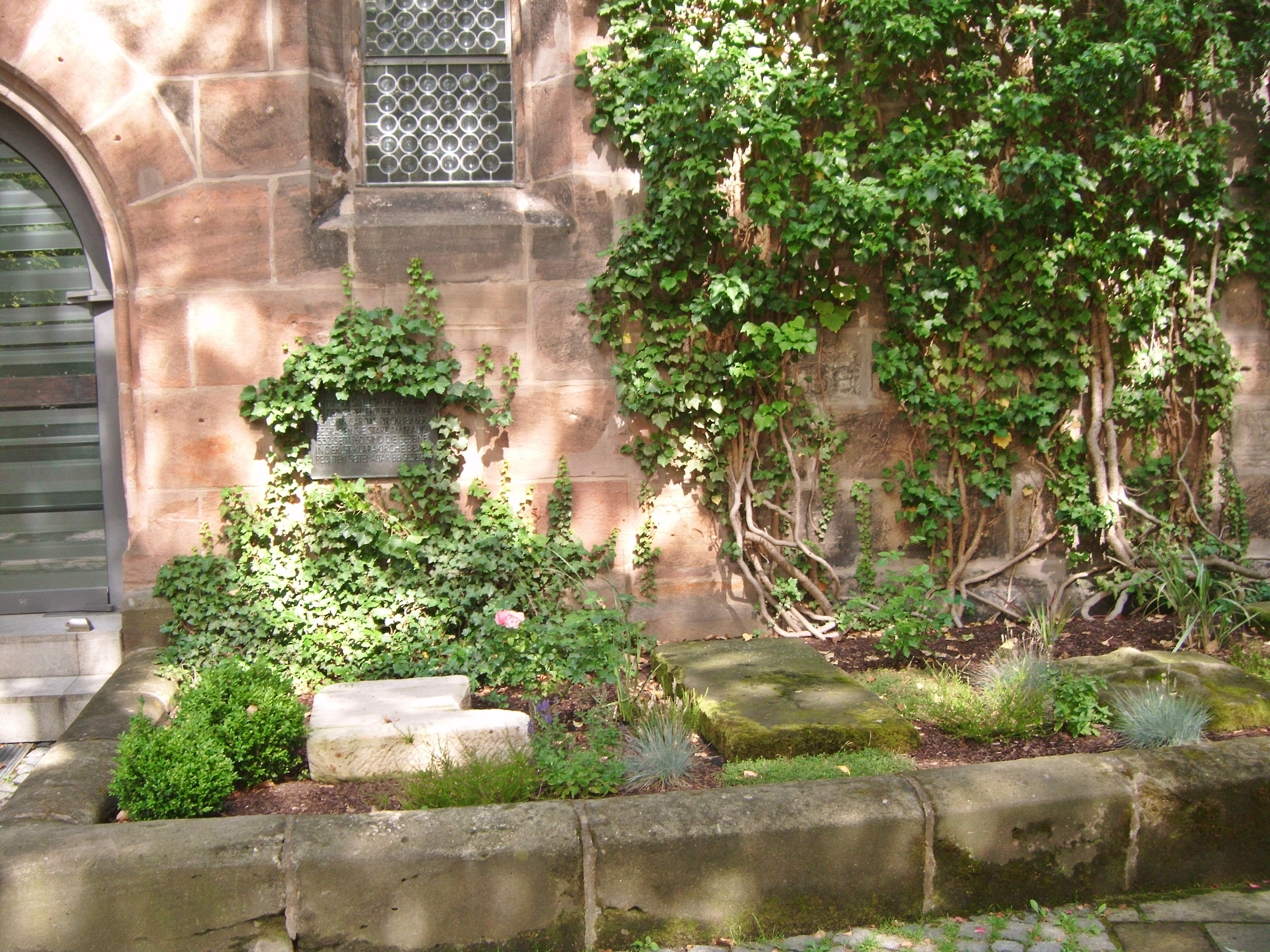
Nonnenfriedhof hinter der Kirche; links (mit Tafel) das ehemalige Grab von Caritas Pirckheimer

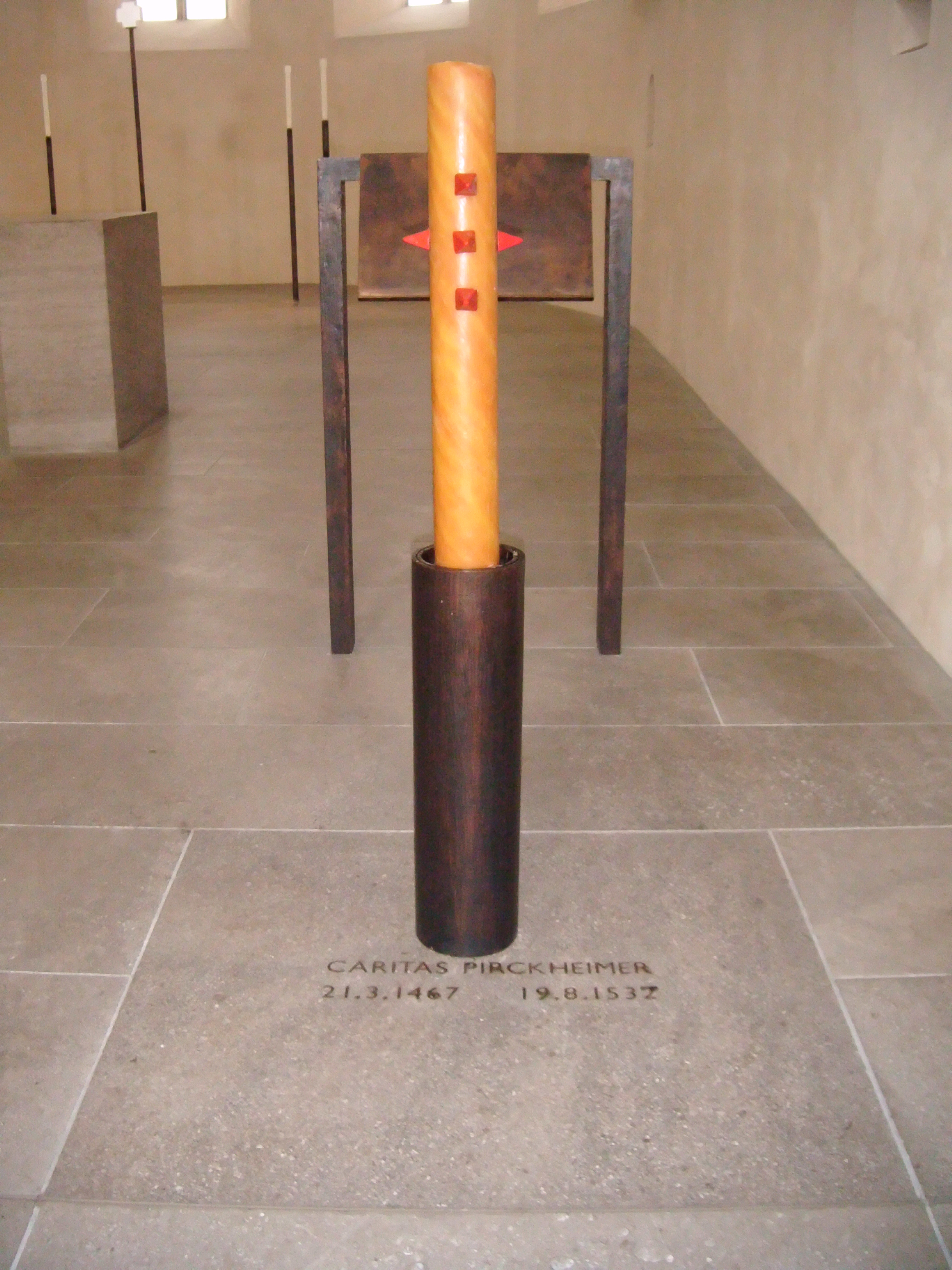
Aktuelle Grabstätte von Caritas Pirckheimer, im Chor der Klarakirche